# 吉村和弘
吉村 和弘 (よしむら かずひろ、1996年7月28日 - ) は、茨城県東海村出身の男子卓球選手。ケアリッツ・アンド・パートナーズ所属。Tリーグは木下マイスター東京所属。兄は同じ卓球選手でリオデジャネイロオリンピック銀メダリストの吉村真晴である。

## 経歴
父親と兄の真晴の影響で4歳から卓球を始めた。野田学園高校在学中の2014年に全日本選手権ジュニアの部男子シングルスで優勝。2019年に初めて世界選手権ブダペスト大会に出場した。

## 成績
2014年
- 平成25年度全日本卓球選手権大会 ジュニア男子シングルス 優勝

2017年
- 平成28年度全日本卓球選手権大会 男子シングルス 準優勝、男子ダブルス 準優勝（藤村友也ペア）
- 第26回日本卓球リーグ・ビッグトーナメント 男子シングルス 優勝
- 全日本学生卓球選手権大会 男子シングルス 準優勝

2018年
- 平成29年度全日本卓球選手権大会 男子ダブルス 3位（藤村友也ペア）
- ITTFワールドツアー・香港オープン 男子シングルス 優勝
- 第15回全日本学生選抜卓球選手権大会 男子シングルス 優勝
- 福井しあわせ元気国体2018 男子団体 優勝
- 全日本大学総合卓球選手権大会 男子団体 3位

2019年
- 第24回アジア卓球選手権 男子団体 3位
- ブルガリアオープン 男子ダブルス 準優勝（宇田幸矢ペア）

2021年
- 第25回アジア卓球選手権 男子団体 3位
- WTTスターコンテンダードーハ 男子ダブルス 準優勝

2022年
- 第77回国民体育大会 男子団体 準優勝
- WTTフィーダーオロモウツ 男子ダブルス 優勝（吉村真晴ペア）

2023年
- 令和5年度特別国民体育大会 男子団体 3位
- WTTフィーダーバンコク 男子ダブルス 準優勝（及川瑞基ペア）
- WTTフィーダーヴィラノヴァデガイア 男子ダブルス 準優勝（英田理志ペア）、男子シングルス3位

2024年
- 第1回ケアリッツカップ 男子団体 3位
- WTTフィーダードーハ 男子シングルス 3位

2025年
- WTTフィーダー プリシュティナ 男子シングルス 優勝
- WTTフィーダー スポケーン 男子シングルス 3位

## Tリーグの成績
| シーズン | 所属チーム       | 背番号 | シングルス（VM を含む） | シングルス（VM を含む） | シングルス（VM を含む） | ダブルス     | ダブルス | ダブルス | VM（ビクトリーマッチ） | VM（ビクトリーマッチ） | VM（ビクトリーマッチ） |
| シーズン | 所属チーム       | 背番号 | マッチ出場数            | 勝利数                  | 敗戦数                  | マッチ出場数 | 勝利数   | 敗戦数   | VM 出場数              | VM勝利数               | VM敗戦数               |
| -------- | ---------------- | ------ | ----------------------- | ----------------------- | ----------------------- | ------------ | -------- | -------- | ---------------------- | ---------------------- | ---------------------- |
| 2018-19  | 岡山リベッツ     | 20     | 15                      | 8                       | 7                       | 0            | 0        | 0        | 3                      | 3                      | 0                      |
| 2019-20  | 岡山リベッツ     | 27     | 8                       | 3                       | 5                       | 1            | 0        | 1        | 0                      | 0                      | 0                      |
| 2020-21  | 琉球アスティーダ | 27     | 5                       | 3                       | 2                       | 15           | 8        | 7        | 1                      | 1                      | 0                      |
| 2021- 22 | 岡山リベッツ     | 3      | 11                      | 5                       | 6                       | 2            | 1        | 1        | 1                      | 1                      | 0                      |
| 2022- 23 | 琉球アスティーダ | 3      | 13                      | 5                       | 8                       | 12           | 6        | 6        | 1                      | 0                      | 1                      |
| 2023- 24 | 琉球アスティーダ |        |                         |                         |                         |              |          |          |                        |                        |                        |

## 人物
- 小学生の頃には昼休みになると学校の登り棒の頂上に座って友人とドッジボールをするという危険な遊びをしていた。
- 幼少期から身体能力が高く、小学生の頃には排水管を伝って校舎の壁をよじ登る姿が目撃された。